# Englesqueville-en-Auge
Englesqueville-en-Auge település Franciaországban, Calvados megyében. Lakosainak száma 113 fő (2022. január 1.). Englesqueville-en-Auge Bonneville-sur-Touques, Canapville és Saint-Gatien-des-Bois községekkel határos.

## Népesség
A település népességének változása:
| Lakosok száma | 65   | 82   | 102  | 110  | 120  | 116  | 110  | 109  | 112  | 113  |
|               | 1968 | 1982 | 1990 | 2006 | 2013 | 2015 | 2017 | 2019 | 2020 | 2022 |